# Gare de Görlitz (Berlin)
La gare de Görlitz (en allemand : Görlitzer Bahnhof) est une ancienne gare ferroviaire à Berlin, située dans l'est du quartier de Kreuzberg. Ouverte le 13 septembre 1866, cette gare en cul-de-sa était le terminus de la ligne de Berlin à Görlitz via Cottbus. Elle a été fermée le 29 avril 1951 pour le transport de passagers ; le bâtiment, fortement endommagé pendant la bataille de Berlin, fut détruit en 1962. Aujourd'hui, le parc de Görlitz (Görlitzer Park) s'étend sur le terrain jusqu'au Landwehrkanal et au quartier d'Alt-Treptow au sud-est.
Le nom de la station voisine Görlitzer Bahnhof du métro de Berlin remonte à l'ancienne gare.

## Situation ferroviaire
À ce jour, la gare est le terminus au point kilométrique (PK) 0,0 de la ligne de Berlin à Görlitz qui parcourt 207,92 km. Après la suppression du trafic voyageurs en 1951, le transport de marchandises est exploité par des entreprises sur le terrain jusqu'aux années 1980.

## Histoire

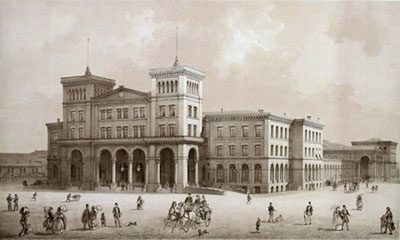
La gare en 1872.

La gare de Görlitz était le terminus d'une ligne privé du « roi du chemin de fer » Bethel Henry Strousberg (1823-1884), la ligne de Berlin à Görlitz, avec des relations vers Breslau (aujourd'hui Wrocław) et Vienne. Le bâtiment de la gare de style néo-Renaissance est dessiné par l'architecte August Orth (1828-1901). Les travaux de construction commencent en 1865. Comme le terrain était très vaste, est construit un tunnel au milieu du terrain de la gare afin d'offrir un raccourci pour les piétons entre la fin de la Liegnitzer Straße et la Oppelner Straße. Ce tunnel piéton est appelé couramment le « tunnel de Görtliz » (Görlitzer Tunnel). Du fait de la forte odeur dans le tunnel long de 170 m, il était parfois surnommé par bérolinisme familier « l'urètre » (Harnröhre).
Le 13 septembre 1866, la ligne est ouverte entre Berlin et Cottbus. Le premier train qui part de la gare est un train militaire destiné à la guerre austro-prussienne. Le 31 décembre 1867, la ligne du chemin de fer de Görtliz est ouverte dans sa totalité. La gare de Görlitz était, comme la plupart des anciennes gares grandes lignes de Berlin, une gare en impasse. Le chemin de fer vers Görlitz passe par la forêt de la Spree et la Lusace dont le souvenir a été conservé dans les espaces publics environnants (Spreewaldplatz ; Lausitzer Platz et Lausitzer Straße). La gare joue un rôle dans le roman Errements et Tourments de Theodor Fontane.
Depuis 1902, le viaduc du métro de Berlin passe par la Skalitzer Straße au nord et s'arrête dans une gare aérienne portant le même nom que la gare.
Dans les années 1930, il est prévu d'abandonner la gare en impasse et d'utiliser le terrain pour construire un tunnel est-ouest pour le S-Bahn reliant le Ringbahn et la gare d'Anhalt via une nouvelle gare de passage souterraine. Après 1945, ces plans sont poursuivis par le Sénat de Berlin ; ils ne sont abandonnés qu'en 1985.
Dans les derniers jours de la Seconde Guerre mondiale, le bâtiment de la gare est gravementm endommagé lors de la bataille de Berlin : le 25 avril 1945, l'Armée rouge (la 5e armée de choc sous le commandement du lieutenant-général Nikolaï Berzarine) a pris d'assaut le pont ferroviaire sur le Landwehrkanal et affronta les dernières formations fanatiques de la 11e division SS « Nordland » sous  la conduite de Gustav Krukenberg. À la suite de la guerre, les installations ferroviaires n'ont été réparées que provisoirement. Le dernier train de banlieue quittait la gare pour Königs Wusterhausen le 29 avril 1951.
Après la fermeture de la circulation des trains, les bâtiments sont progressivement démontés entre 1961 et 1967 malgré les protestations des résidents locaux. Vers la fin des années 1960, des artistes de la Mutoid Waste Company s'installent sur le terrain de l'ancienne gare de Görlitz, où ils atteignent une certaine célébrité grâce à des sculptures géantes faites de pièces de voitures anciennes et de machines industrielles. Depuis les années 1990, ici se trouve le parc de Görlitz dans lequel sont intégrés les uniques vestiges de la gare.